# Currituck-Insel
Die Currituck-Insel ist eine 11 km lange Insel mit zahlreichen kleinen Buchten vor der Küste des ostantarktischen Wilkeslands. Im Highjump-Archipel liegt sie an der Nordwestseite des Edisto-Kanals.
Kartiert wurde sie anhand von Luftaufnahmen der Operation Highjump (1946–1947). Das Advisory Committee on Antarctic Names benannte die Insel nach der USS Currituck, Flaggschiff der Westmannschaft der Operation. Zu jener Zeit wurde der nördliche Teil der Insel für eine eigenständige Insel gehalten und als Mohaupt-Insel benannt nach Harold Ernest Mohaupt (1916–1971), Crewmitglied bei Flügen während der Operation Highjump. Diesen Irrtum räumten Teilnehmer der Zweiten Sowjetischen Antarktisexpedition (1956–1958) aus.